# 시말서
시말서(始末書)는 업무 등에 있어 과실이나 규정 위반을 범한 사람이, 사실 관계를 분명히 하고 사죄하여 같은 잘못이 재발되지 않게 하겠다는 내용을 적은 문서이다. 경위서(經緯書) 또는 진술서(陳述書)라고도 한다.
공무원의 경우, 형량선고(견책), 훈고를 사유로 시말서를 제출하도록 요구받을 수 있다. 경찰은 경미한 법령 위반에 대해, 실무상 이유로 검거하지 않고 시말서의 제출을 요구하는 경우가 있다. 민간기업에서도 징계 이외의 처분으로서 시말서 제출을 요구하는 경우가 있다.
시말서는 소속 조직의 양식을 사용하거나, 별도의 양식 없이 자유롭게 작성한다. 포함되는 내용은 대체로 다음과 같다.
- 발생 경위
- 발생 원인과 이유
- 반성과 사죄
- 재발 방지책

## 같이 보기
- 징계처분
- QC story